# Mérignac (Gironda)
Mérignac è un comune francese di 67 410 abitanti situato nel dipartimento della Gironda nella regione della Nuova Aquitania.
Nel comune si trova l'Aeroporto di Bordeaux Mérignac. 

## Storia
Ritrovamenti archeologici testimoniano stanziamenti umani nell'area sin dal secondo millennio a.C., ma la nascita di un vero e proprio piccolo paese chiamato Matriniacus (toponimo presumibilmente derivato dal nome proprio Matrinius) risale al periodo romano.
Nel VI secolo d.C. fu istituita la parrocchia di San Vincenzo, ruderi della vecchia chiesa in seguito distrutta esistono tuttora; nel XII secolo fu costruita l'attuale chiesa, originariamente in stile romanico.
Nel corso della guerra dei cent'anni il paese passò di mano più volte fra francesi e inglesi, ma sotto entrambe le dominazioni la viticultura venne rinforzata, diventando la principale attività economica. A partire dal basso medioevo il toponimo ufficiale fu Meyrinac, che sarà mutato nel moderno Mérignac solo nel 1790, anno in cui fu istituito l'attuale comune, inglobante anche alcuni villaggi limitrofi.
Nel 1939 venne istituito il campo di Pichey Beaudésert, in origine campo profughi per gli spagnoli in fuga dalla guerra civile, che dopo l'occupazione nazista divenne campo di internamento per zingari ed ebrei. Nell'immediato dopoguerra venne sfruttato per custodire clandestini, per poi essere definitivamente chiuso nel 1948. Nel 1940 Charles de Gaulle si rifugiò in Inghilterra partendo dall'aeroporto di Mérignac.

## Società

### Evoluzione demografica
Abitanti censiti